# Štabni zdravnik
Štabni zdravnik (nemško Stabsarzt; okrajšava: StArzt; kratica: SA) je specialistični častniški čin v vseh treh vejah Bundeswehra za sanitetne častnike zdravniške oz. zobozdravniške izobrazbe. Sanitetni častniki farmacije nosijo čin Štabnega lekarnarja in veterinarji nosijo čin Štabnega veterinarja; čin je enakovreden činu stotnika (Heer in Luftwaffe) oz. činu kapitanporočnika (Marine).
Nadrejen je činu Sanitätsoffizieranwärterja in podrejen činu Oberstabsarzta. V sklopu Natovega STANAG 2116 spada v razred OF-2, medtem ko v zveznem plačilnem sistemu sodi v razred A1.

## Oznaka čina
Oznaka čina je enaka oznaki čina stotnika oz. kapitanporočnika, pri čemer imajo na vrh oznake dodane še oznake specializacije:
- zdravniki: Eskulapova palica (dvakrat ovita kača okoli palice);
- zobozdravnik: Eskulapova palica (enkrat ovita časa okoli palice).

Oznaka čina sanitetnega častnika Luftwaffe ima na dnu oznake še stiliziran par kril.
Galerija
- Naramenska epoletna oznaka - zobozdravnik
- Naramenska epoletna oznaka - zdravnik (Bundesmarine)
- Narokavna oznaka - zdravnik (Bundesmarine med.)
- Narokavna oznaka - zobozdravnik (Bundesmarine dent.)
- Narokavna oznaka - zobozdravnik (Bundesmarine pharm.)